# Coprophanaeus gamezi
Coprophanaeus gamezi là một loài bọ cánh cứng trong họ Bọ hung (Scarabaeidae).